# I due volti della vendetta
I due volti della vendetta (One-Eyed Jacks) è un film del 1961 diretto e interpretato da Marlon Brando.
Si tratta dell'unico film diretto da Marlon Brando, che ne è anche l'interprete principale. Brando era il detentore dei diritti del romanzo dal quale il film è tratto, The Authentic Death of Hendry Jones di Charles Neider, e - non essendo soddisfatto né di Stanley Kubrick né di Sam Peckinpah - decise di dirigerlo lui stesso.
Nel 2018 il film è stato scelto per la conservazione nel National Film Registry della Biblioteca del Congresso degli Stati Uniti.

## Trama
Messico, Stato di Sonora, 1880: Rio e Dad sono due banditi. Dopo aver rapinato una banca, mentre si stringe l'accerchiamento dei Rurales, i due tirano a sorte per stabilire chi debba allontanarsi furtivamente per procurarsi due cavalli freschi mentre l'altro resta a tenere testa agli inseguitori fino al ritorno dell'amico. Rio generosamente bara per lasciare all'amico il compito meno rischioso. Dad, quando si rende conto di essere sfuggito all'accerchiamento, e di trovarsi in salvo e con l'intero bottino, non torna ad aiutare Rio che, ormai inerme, viene arrestato. Dopo cinque anni di prigione, il bandito evade dal carcere con un detenuto (divenuto nel frattempo suo amico) di nome Modesto e in seguito, dopo aver organizzato una nuova banda con altri due nuovi soci e compiuto vari tentativi a vuoto per ritrovare il traditore, scopre che Dad è diventato sceriffo a Monterey (California).
Si reca quindi nella cittadina americana, insieme al fido Modesto, per saziare il suo desiderio di vendetta, mentre gli altri compagni di avventura, Amory e Johnson, hanno come unico obiettivo quello di svaligiare la ricca banca della cittadina. Quando incontra Dad, finge di averlo perdonato e questi si mostra molto sollevato e felice ospitandolo nella sua casa. La conoscenza di Louisa, la figlia adottiva di Dad, complica non poco le cose. L'imminente fiesta della cittadina, costringe i malviventi a restare in attesa della riapertura della banca. E durante la fiesta, Rio, innamoratosi di Louisa, la corteggia, la porta in spiaggia e trascorre con lei una notte di passione.
Il mattino seguente la ragazza torna a casa e anche se confessa tutto l'accaduto solo alla madre, per il patrigno, quanto messo in atto da Rio è il segno palese di una subdola vendetta nei suoi confronti. Intanto al saloon Rio spegne a botte i postumi della sbornia di un balordo che molestava una donna. Questi fa per sparargli e lui lo fredda. Accorso lo sceriffo, Rio viene pubblicamente frustato a sangue dallo stesso che, non pago, gli fracassa la mano destra col calcio del fucile, prima di cacciarlo dalla città.
Con i compagni di banda, Rio si ferma in un villaggio di pescatori cinesi, dove trascorre il periodo di tempo necessario per guarire e poter poi prendere parte al colpo in banca. Dopo alcune settimane Louisa scopre di essere incinta e va a trovare Rio. Gli confessa il suo amore, non la gravidanza, e lo scongiura di non uccidere il patrigno. Anche lui le confessa il suo amore ma le dice anche tutta la verità su Dad spiegandole perché non avrà pace finché non l'avrà ammazzato. Rio, ormai ristabilito, rompe con Amory e medita di scappare con Louisa. Amory intanto uccide Modesto e con Johnson va a fare il colpo in banca. La rapina va male e i due soccombono nella furibonda sparatoria che segue, nella quale accidentalmente resta uccisa anche una ragazza.
Per gli abitanti di Monterey, e soprattutto per il loro sceriffo, il responsabile sul quale riversare il desiderio di vendetta per l'atroce accaduto, è senza dubbio Rio, che pure non ha partecipato all'azione. Catturato ed imprigionato, lo attendono uno sbrigativo processo con esecuzione certa. Con la complicità di Louisa e grazie alla dabbenaggine del vice-sceriffo, Rio riesce ad evadere. Affronta in duello ed uccide Dad, ma solo per aprirsi la strada della fuga. Infatti, prima di allontanarsi, confessa a Louisa che avrebbe solo voluto fuggire con lei e che invece ora sarà costretto a scappare da solo verso nord per non compromettere l'incolumità della ragazza e del nascituro; quindi la lascia ma promette di tornare in primavera per vedere suo figlio quando sarà nato.

## Produzione

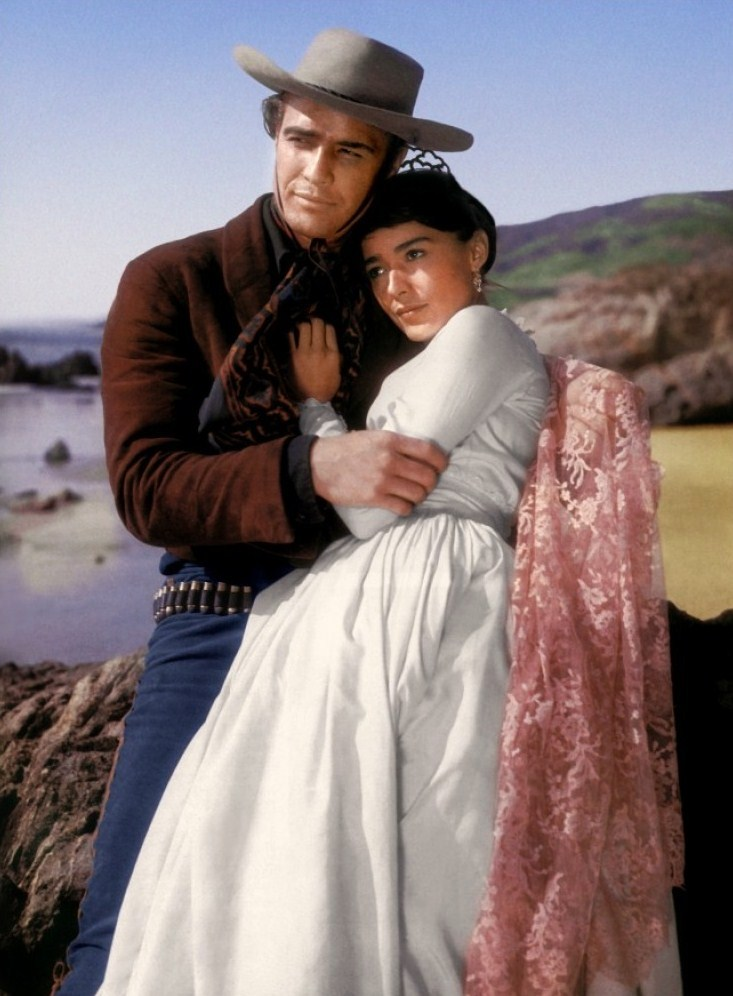
Brando e Pellicer durante le riprese.

Unica regia di Marlon Brando, inizialmente, secondo alcune fonti, il film era stato cominciato da Stanley Kubrick. Secondo altre ricostruzioni in un primo momento avrebbe dovuto dirigerlo l'autore di 2001: Odissea nello spazio che però praticamente non ne aveva filmato neppure un fotogramma, limitandosi a conti fatti ad un provvisorio riadattamento della sceneggiatura originaria (opera di Sam Peckinpah ma tratta dal romanzo The Authentic Death of Hendry Jones di Charles Neider ispirato a sua volta alla reale vicenda di Billy the Kid e Pat Garrett).
Quest'ultima venne poi quasi completamente stravolta in quanto nella versione definitiva rimangono solo due scene tra quelle ideate dal regista de Il mucchio selvaggio con grande delusione e rabbia di questi (che poi ne riprese la trama come ispirazione per il suo Pat Garrett e Billy Kid del 1973). Durante il suo lavoro (sotto la costante supervisione di Brando), su sua precisa richiesta, Kubrick ottenne di farsi affiancare dallo scrittore e sceneggiatore Calder Willingham.
Lo sforzo creativo dei due durò da metà maggio a novembre 1958 quando prima l'autore di Rosa Scompiglio e i suoi amanti poi il collega furono licenziati o rassegnarono le dimissioni per divergenze artistiche con il divo americano (le testimonianze al riguardo sono discordanti). Dopo un momentaneo ripensamento nei confronti di Peckinpah alla fine l'esperto Guy Trosper fu incaricato di concludere la sceneggiatura; lo stesso Brando (dopo aver infruttuosamente contattato alcuni affermati registi hollywoodiani come Elia Kazan, Sidney Lumet ed altri) si decise infine a dirigere il film in prima persona.
L'originaria versione del regista era di 282 minuti (4 ore e 42 minuti) che furono ridotti drasticamente a 141 (2 ore e 21 minuti) dalla Paramount Pictures. Marco Giusti include la pellicola tra le stravaganti operazioni culturali che toccano il genere western all'inizio degli anni '60.

## Distribuzione

### Edizione italiana
Il film è stato distribuito in Italia con il titolo I due volti della vendetta. Il titolo originale del film (One-eyed jacks, in italiano I jack con un occhio solo) indica, nei mazzi di carte francesi, i fanti di picche e di cuori, poiché nel fante di fiori e nel fante di quadri sono visibili entrambi gli occhi, mentre nel caso di quelli di picche e cuori questi sono raffigurati di profilo, quindi con un solo occhio.

## Riconoscimenti
- 1962 – Premio Oscar
  - Candidatura alla miglior fotografia a Charles Lang Jr.
- 1962 – Directors Guild of America Award
  - Candidatura al miglior regista a Marlon Brando
- 1962 – Laurel Awards
  - Candidatura alla miglior fotografia a Charles Lang Jr.
  - Candidatura al miglior film drammatico
- 1961 – San Sebastián Film Festival
  - Concha de Oro a Marlon Brando
  - Concha de Plata alla migliore attrice a Pina Pellicer